# Diloa antipodialis
Diloa antipodialis är en stekelart som först beskrevs av William Harris Ashmead 1900.  Diloa antipodialis ingår i släktet Diloa och familjen brokparasitsteklar. Inga underarter finns listade i Catalogue of Life.